# Dżurów
Dżurów – wieś w rejonie śniatyńskim obwodu iwanofrankiwskiego, założona w 1396 r. W II Rzeczypospolitej miejscowość była siedzibą gminy wiejskiej Dżurów w powiecie śniatyńskim województwa stanisławowskiego. Wieś liczy 1810 mieszkańców.
W 1944 nacjonaliści ukraińscy z OUN-UPA zamordowali tutaj 27 Polaków.

Na terenie miejscowości znajdowała się Kopalnia węgla brunatnego Leopold.